# 후환융

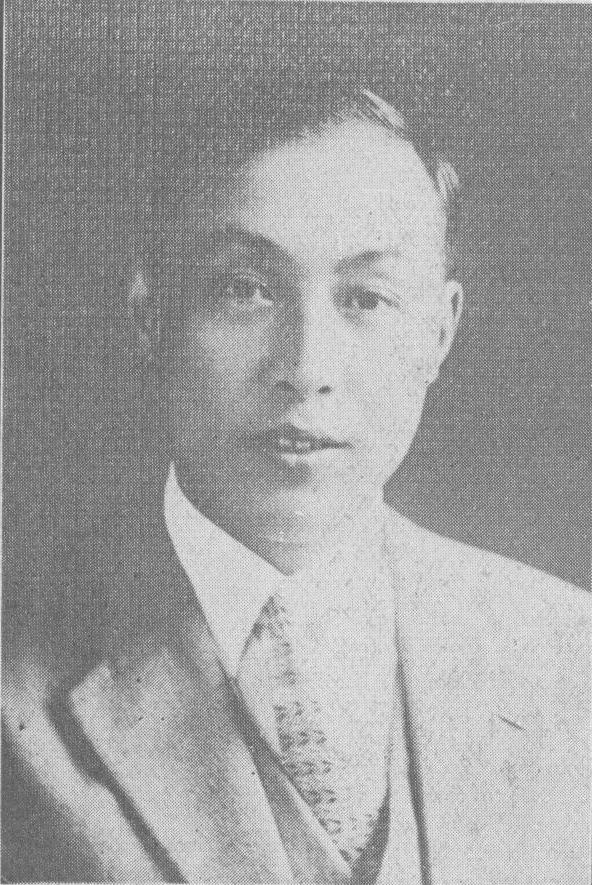
후환융

후환융(胡煥庸, 1901년 11월 20일 – 1998년 4월 30일)은 중국의 인구학자이자 중국의 인구지리학의 창시자이다.

## 생애
그는 장쑤성 이싱시에서 태어났다. 그는 난징 고등사범학교에서 문학, 역사, 지리를 공부했다. 그는 1926년부터 1928년까지 신 파리 대학교에서 학업을 계속했다. 그는 중국으로 돌아와 국립중앙대학에서 가르치기 시작했으며, 그곳에서 결국 지리학과 학장으로 임명되었다. 그는 1953년에 상하이시의 화둥 사범대학 (ECNU)에서 가르치기 시작했으며, 1957년에는 중국 최초의 인구 연구 기관인 ECNU 인구지리학 연구소(그가 설립을 도왔다)의 소장이 되었다.
그는 1934년 중국 인구 분포라는 제목으로 발표한 논문에서 헤이허-텅충선이라는 개념을 제시했다.